# Distretto di Xinfu
Il distretto di Xinfu (新抚区S, Xīnfǔ QūP) è un distretto della Cina, situato nella provincia di Liaoning e amministrato dalla prefettura di Fushun.